# وورتمبرگ-بادن
وورتمبرگ-بادن (به آلمانی: Württemberg-Baden) یک ایالت‌ در آلمان است که در Trizone واقع شده‌است.